# Mastaleptea bongolava
Mastaleptea bongolava är en insektsart som beskrevs av Marius Descamps 1971. Mastaleptea bongolava ingår i släktet Mastaleptea och familjen Euschmidtiidae. Inga underarter finns listade i Catalogue of Life.